# くちびる ためいき さくらいろ
『くちびる ためいき さくらいろ』は、森永みるくによる漫画作品。

## 概要
主人公である奈々と瞳の物語を中心としたオムニバス作品。コミックスの帯では、同作者の百合の原点的作品と解説されている。
『百合姉妹』及び『コミック百合姫』で掲載され、2006年に一迅社より第1巻を出版。その後コミックハイ!Vol.78〜Vol.82にかけて新たに5話掲載し、2012年には再編された新装版として双葉社から2巻同時に発売した。

## 収録タイトル

### 一迅社版
- 第1巻
  1. ともだちじゃなくても
  2. 天国に一番近い夏。
  3. キスと恋と王子様
  4. いつかのこのこい。
  5. くちびるにチェリー
  6. くすりゆびにキスしたら
  7. ホントのキモチ。

### 双葉社版
- 第1巻
  1. ともだちじゃなくても
  2. 天国に一番近い夏。
  3. キスと恋と王子様
  4. いつかのこのこい。
  5. くすりゆびにキスしたら
  6. チョコレート キスキス
  7. 月に願いを
- 第2巻
  1. ないしょの恋人
  2. クラスメイト
  3. 嵐の前
  4. 本気の家出
  5. わたしたちの物語
  6. くちびるにチェリー
  7. ホントのキモチ。

## 書誌情報
- 森永みるく 『くちびる ためいき さくらいろ』 一迅社、2006年1月18日発行（同日発売）、ISBN 4-7580-7001-6
- 森永みるく 『くちびる ためいき さくらいろ』 双葉社、全2巻
  1. 2012年4月12日発行（同日発売[1]）、ISBN 978-4-575-84058-2
  2. 2012年4月12日発行（同日発売[2]）、ISBN 978-4-575-84059-9